# James David Watkins
James David Watkins (7 de març de 1927 - 26 juliol 2012) va ser un oficial de la  Marina dels Estats Units i ex Cap d'Operacions Navals, qui va servir com a secretari d'Energia dels EUA durant l'administració de George Bush i presidir les comissions del govern nord-americà sobre el  VIH / SIDA i la política oceànica. Watkins també va servir en les juntes directives de diverses empreses i altres organitzacions no governamentals i el copresident de la Iniciativa de la Comissió Conjunta de l'Oceà.

## Biografia
Watkins va assistir a l'Escola Webb, de Califòrnia, a  Claremont, Califòrnia, on posteriorment es va graduar a l'Acadèmia Naval dels Estats Units en 1949 i va rebre el seu títol de mestratge en enginyeria mecànica a l'Escola de Postgrau Naval dels EUA el 1958.
Va passar 37 anys a l'armada, servint als destructors, creuers i submarins, i reforçar les tasques de gestió del personal.
Durant la seva permanència a la Marina dels EUA, Watkins es va exercir com a Cap d'Operacions Navals, Comandant de la Sisena Flota, vice cap d'Operacions Navals, i Comandant en cap de la Flota del Pacífic.
Va rebre la Medalla Presidencial dels ciutadans, Medalla per Servei Distingit, Legió al Mèrit amb premis de dues estrelles d'or, Estrella de Bronze amb dispositiu de Combat V, Medalla Xina de Servei, Medalla de Victòria Segona Guerra Mundial, Medalla Ocupació Marina de Servei, Medalla de Servei del Vietnam amb quatre estrelles de campanya, i ha estat decorat i honrat per diverses altres nacions incloent la recepció de la Medalla de Servei de les Nacions Unides, Medalla de Campanya del Vietnam i la decoració de Brasil, Corea, Itàlia, França, Espanya, Japó, Pakistan i Suècia.
El març de 2001, se li va atorgar el títol de President Emèrit del Consorci per a la Investigació de l'Oceà i l'Educació (CORE), i va ser guardonat amb el Premi de l'Armada Públic Distingit pel Secretari de la Marina. El 21 d'abril de 2005, l'Edifici de Postgrau Naval d'Enginyeria Mecànica va passar a cridar Sala de Watkins, després de l'Almirall James D. Watkins. Watkins també va ser membre del Saló de la Fama de l'Escola Naval de Postgrau (NPS).
Watkins va morir el 26 de juliol de 2012, a l'edat de 85 anys.

## Premis civils
El 1983, Watkins va ser investit com  Cavaller de Malta. En 1991 va ser guardonat amb el premi el AAES Cadires de l'Associació Americana de Societats d'Enginyeria.